# Arenetra pallipes
Arenetra pallipes är en stekelart som beskrevs av Alan John Harrington 1894. Arenetra pallipes ingår i släktet Arenetra och familjen brokparasitsteklar. Inga underarter finns listade.